# Немет, Норберт
Но́рберт Не́мет (венг. Németh Norbert; род. 5 мая 1981, Будапешт) — венгерский футболист, полузащитник.
До середины февраля 2009 года играл в различных венгерских клубах. Выступал за «Кишпешт Гонвед», МТК, три с половиной года провёл в «Вашаше». В составе МТК занял третье место в чемпионате Венгрии (2004/05). 4 марта 2009 года был куплен российской «Томью». В августе 2010 года расторг контракт с «Томью» и вернулся в «Вашаш».
В 2003—2004 годах сыграл два матча за сборную Венгрии, против сборных Эстонии и Армении.